# Jad Vašem
Jad Vašem (hebrejsko יָד וַשֵׁם – dobesedno "spomenik in ime") je uradni spomenik Izraela žrtvam holokavsta. Namenjen je ohranjanju spomina na mrtve, počastitvi Judov, ki so se borili proti svojim nacističnim zatiralcem, in ne-Judom, ki so nesebično pomagali Judom v stiski, tudi raziskovanju pojava holokavsta in genocida na splošno, da bi se izognili takim dogodkom v prihodnosti. 
Jad Vašem je bil ustanovljen leta 1953 na zahodnem pobočju gore Herzl, znane tudi kot Gora spomina, na 804 m nadmorske višine, v bližini Jeruzalemskega gozda. Spomenik sestavlja 180-dunam (18,0 ha) velik kompleks, ki vsebuje dve vrsti objektov: nekatere  zgradbe so namenjene znanstvenemu preučevanju holokavsta in genocida na splošno ter spomenike in muzejske zgradbe, ki so namenjene potrebam širše javnosti. Med prvimi so raziskovalni inštitut z arhivi, knjižnica, založba in izobraževalni center ter Mednarodna šola/Inštitut za študije holokavsta; med slednjimi so pa Zgodovinski muzej holokavsta, spominska mesta, kot so Spomenik otrokom in Dvorana spomina, Muzej umetnosti holokavsta, kipi, spomeniki na prostem, kot je Dolina skupnosti, in sinagoga. 
Temeljni cilj ustanoviteljev Jad Vašema je bil prepoznati ne-Jude, ki so na lastno odgovornost tvegali in se brez možnosti za finančno ali religiozno korist odločili, da bodo rešili Jude pred genocidom, ki se je dogajal med holokavstom. Tisti, ki jih je Izrael priznal kot pravičnike med narodi, so počaščeni v odseku Jad Vašema, ki je znan kot Vrt pravičnikov med narodi. 
Jad Vašem je po Zidu objokovanja drugo najbolj obiskano izraelsko turistično mesto s približno milijonom obiskovalcev na leto. Za vstopnino ne zaračuna nobene pristojbine. 

## Etimologija
Ime "Jad Vašem" je vzeto iz verza v Izaijevi knjigi: "... (njim) bom v svoji hiši in znotraj svojega obzidja dal prostor/spomin in ime, ki bo boljše od sinov in hčerá. Dal jim bom večno ime, ki ne bo iztrebljeno." (Izaija 56,5 hebrejsko וְנָתַתִּי לָהֶם בְּבֵיתִי וּבְחוֹמֹתַי יָד וָשֵׁם, טוֹב מִבָּנִים וּמִבָּנוֹת; שֵׁם עוֹלָם אֶתֶּן לוֹ, אֲשֶׁר לֹא יִכָּרֵת.). Poimenovanje spomenika holokavsta "Jad Vašem" (hebrejsko יָד וָשֵׁם, yād wā-šêm, dobesedno "spomin in ime") predstavlja idejo o ustanovitvi nacionalne zbirke imen judovskih žrtev, ki po smrti niso imele nikogar, ki bi se spominjal njihovega imena. Prvotni verz se je nanašal na neplodne ljudi, ki bi kljub temu, da ne bi mogli imeti otrok, še vedno živeli v večnosti z Gospodom.

## Zgodovina
Ideja o vzpostavitvi spominskega obeležja v zgodovinski judovski domovini za judovske žrtve nacističnega holokavsta je bila zasnovana med drugo svetovno vojno kot odgovor na poročila o množičnih pobojih Judov v okupiranih državah. Jad Vašem je septembra 1942 na seji upravnega odbora Judovskega nacionalnega sklada prvič predlagal Mordecai Shenhavi. O načrtu so avgusta 1945 podrobneje razpravljali na sionističnem sestanku v Londonu. Ustanovljen je bil začasni odbor sionističnih voditeljev, ki je vključeval Davida Remeza kot predsednika, Shloma Zalmana Shragaija, Barucha Zuckermana in Shenhavija. Jad Vašem je februarja 1946 odprl pisarno v Jeruzalemu in podružnico v Tel Avivu, junija istega leta pa sklical prvo plenarno zasedanje. Julija 1947 je na Hebrejski univerzi v Jeruzalemu potekala prva konferenca o raziskavah holokavsta. Vendar pa so zaradi izbruha palestinske vojne 1947–1949 razvoj Jad Vašema za dve leti ustavili. 
19. avgusta 1953 je izraelski parlament Knesset soglasno sprejel zakon o Jad Vašemu in ustanovil Spominsko upravo mučenikov in junakov, katere cilj je bil "spomin v domovini vseh tistih pripadnikov judovskega ljudstva, ki so dali svoje življenje, ali se uprli in se borili proti nacističnemu sovražniku in njegovim sodelavcem," in ki naj bi vzpostavil "spominsko obeležje njim ter skupnostim, organizacijam in ustanovam, ki so jih uničili, ker so pripadali judovskemu ljudstvu."
29. julija 1954 so položili temelje za gradnjo Jad Vašema na hribu v zahodnem Jeruzalemu, ki so ga nato poimenovali Gora spomina (hebrejsko Har HaZikaron); organizacija je že začela projekte zbiranja imen posameznikov, ubitih v holokavstu, pridobivati dokumentacijo o holokavstu in osebna pričevanja preživelih za arhiv in knjižnico ter razvijati raziskave in publikacije. Spomenik in muzej sta bila za javnost odprta leta 1957.
Lokacija Jad Vašema na zahodni strani Herzlove gore, območja, ki je brez obremenjujočih zgodovinskih asociacij, je bila izbrana za prikaz simboličnega sporočila o »ponovnem rojstvu« po uničenju, za razliko od muzeja Soba holokavsta, ustanovljenega leta 1948 na gori Sion. Tako slednji muzej, katerega stene so obložene s ploščami, ki spominjajo na več kot 2000 judovskih skupnosti, uničenih med holokavstom, prikazujejo holokavst kot nadaljevanje "smrti in uničenja", ki je v judovski zgodovini pestila judovske skupnosti.
15. marca 2005 se je v Jad Vašemu odprl nov muzejski kompleks, štirikrat večji od starega. Vključuje Zgodovinski muzej holokavsta z novo Dvorano imen, Muzej umetnosti holokavsta, razstavni paviljon, učni center in vizualni center.
Nov muzej Jad Vašem je zasnoval izraelsko-kanadski arhitekt Moshe Safdie, muzej pa je nadomestil prejšnjo 30 let staro razstavo. To je bil vrhunec desetletnega projekta širitve, vrednega 100 milijonov dolarjev.

## Uprava
Novembra 2008 je bil za predsednika sveta Jad Vašema imenovan rabin Jisrael Meir Lau, ki je zamenjal Tommyja Lapida. Podpredsednika sveta sta Jichak Arad in Moše Kantor. Elie Wiesel je bil podpredsednik Sveta do svoje smrti 2. julija 2016.
Predsednik direktorata je (od leta 1993) Avner Šalev, ki je zamenjal Jichaka Arada, ki je bil na tem položaju 21 let. Generalna direktorica je Dorit Novak. Vodja Mednarodnega inštituta za raziskave holokavsta je John Najmann. Vodja katedra študij holokavsta je prof. Dan Michman. Glavni zgodovinar je prof. Dina Porat. Akademski svetovalec je prof. Jehuda Bauer.
Člani direktorata Jad Vašema so Josef Ahimeir, Daniel Atar, Michal Cohen, Matitjahu Drobles, Abraham Duvdevani, prof. Boleslaw (Bolek) Goldman, Vera H. Golovenski, Moše Ha-Elion, Šlomit Kasirer, Josi Katribas, Jehiel Leket, Baruh Šub, Dalit Stauber, dr. Zehava Tanne, Shoshana Weinshall in Dudi Zilbershlag.

## Cilji
Cilji Jad Vašema so izobraževanje, raziskave in dokumentacija ter komemoracija. Jad Vašem organizira izobraževanja za vzgojitelje tako v Izraelu kot po vsem svetu; razvija starostno ustrezne učne programe, učne načrte in učna gradiva za izraelske in tuje šole, da bi učence vseh starosti poučevali o holokavstu; hrani razstave o holokavstu; zbira imena žrtev holokavsta; zbira fotografije, dokumente in osebne artefakte; in zbira pričevanja, ki nas spominjajo na žrtve holokavsta. Jad Vašem si prizadeva ohraniti spomin in imena šestih milijonov Judov, umorjenih med holokavstom, in številnih judovskih skupnosti, uničenih v tem času. Prireja spominske obrede in obeležja; podpira raziskovalne projekte o holokavstu; razvija in koordinira simpozije, delavnice in mednarodne konference; in objavlja raziskave, spomine, dokumente, albume in dnevnike, povezane s holokavstom. Jad Vašem izkazuje čast tudi ne-Judom, ki so tvegali svoje življenje, da bi rešili Jude med holokavstom. 
Mednarodna šola / inštitut za študije holokavsta na Jad Vašem, ustanovljena leta 1993, ponuja vodnike in seminarje za učence in učitelje ter razvija pedagoška orodja za uporabo v učilnici. Jad Vašem vsako leto usposobi 10.000 domačih in tujih učiteljev. Organizacija upravlja spletno mesto v več jezikih, vključno z nemščino, hebrejščino, farsi in arabščino. Leta 2013 je Jad Vašem sprožil spletno kampanjo v arabščini in promoviral spletno mesto Jad Vašem. Kampanja je dosegla več kot 2,4 milijona govorcev arabščine po vsem svetu, promet na spletni strani Jad Vašem pa se je potrojil.
Politika institucije je, da holokavsta "ni mogoče primerjati z nobenim drugim dogodkom". Leta 2009 je Jad Vašem odpustil docenta ker je primerjal travmo, ki so jih Judje pretrpeli v holokavstu, s travmami, ki so jih Palestinci preživeli med izraelsko vojno za neodvisnost, vključno s pokolom v Deir Yassinu.

### Študije Jad Vašema
Študije Jad Vašema je recenzirana polletna znanstvena revija o holokavstu. Izhaja od leta 1957, izdajajo pa jo v angleški in hebrejski verziji.

## Muzej
Jad Vašem so za javnost odprli leta 1957. Njegovi eksponati so bili osredotočeni na judovski odpor v varšavskem getu, vstaje v taboriščih smrti Sobibor in Treblinka ter boj preživelih na poti do Izraela.
Leta 1993 se je začelo načrtovanje večjega, tehnološko naprednejšega muzeja, ki bi nadomestil starega. Nova zgradba, ki jo je zasnoval kanadsko-izraelski arhitekt Moshe Safdie, je sestavljen iz dolgega hodnika, povezanega z 10 razstavnimi dvoranami, od katerih je vsaka posvečena različnemu poglavju holokavsta. Muzej združuje osebne zgodbe 90 žrtev holokavsta in preživelih ter razstavlja približno 2500 osebnih predmetov, vključno z umetninami in pismi, ki so jih darovali preživeli in drugi. Stare zgodovinske prikaze, ki so obravnavali antisemitizmem in porast nacizma, so nadomestili eksponati, ki se osredotočajo na osebne zgodbe Judov, ubitih v holokavstu. Po besedah Avnerja Shaleva, kustosa in predsednika muzeja, se obisk novega muzeja vrti okrog "pogleda v oči posameznikov. Ni bilo šest milijonov žrtev, bilo je šest milijonov posamičnih umorov."
Novi muzej je bil posvečen 15. marca 2005 v prisotnosti voditeljev iz 40 držav in nekdanjega generalnega sekretarja ZN Kofija Anana. Predsednik Izraela Moše Kacav je dejal, da je Jad Vašem "pomemben kažipot za vse človeštvo, kažipot, ki opozarja, kako kratka je razdalja med sovraštvom in umorom, med rasizmom in genocidom". Po besedah Jonathana Kis-Leva muzej v zadnjih letih obiskuje vse večje število Palestincev v okviru prizadevanj različnih organizacij za premostitev vrzeli med Izraelci in Palestinci. "Spoznavanje holokavsta," je zapisal Kis-Lev, "je pomagalo palestinskim članom naše binacionalne skupine, da bolje razumejo judovsko perspektivo, in je pomenilo prelomnico pri izboljšanju naših odnosov."
Jad Vašem je aprila 2019 pričel dela na novem podzemeljskem središču, da bi hranili in ohranil milijone artefaktov iz holokavsta.
Prvi arhitekt, ki je sodeloval pri oblikovanju Jad Vašema, je bil Munio Weinraub, ki je na projektu delal od leta 1943 do šestdesetih let dvajsetega stoletja, skupaj s svojim arhitekturnim partnerjem Al Mansfieldom. V ta namen je k njemu pristopil Mordechai Shenhavi, pobudnik in prvi direktor ustanove. Weinraubovi načrti niso bili v celoti uresničeni, vendar so nekatere njegove ideje vidne v Jad Vašemu še danes.
Novi muzej zgodovine holokavsta, ki ga je zasnoval Moshe Safdie, je oblikovan kot trikotna betonska prizma. Prizma seka skozi pokrajino, osvetljena pa je z 200 m (656 ft) dolgim strešnim oknom. Obiskovalci sledijo vnaprej določeni poti, ki jih vodi skozi podzemne galerije, ki se odcepijo od glavne dvorane. Safdie je tudi arhitekt, ki je zasnoval otroški spomenik in spomenik odpeljanim (živinski vagon). 
Vrata so delo kiparja Davida Palomba (1920–1966). 

## Dvorana imen
Dvorana imen je spomenik šestim milijonom Judov, ki so umrli v holokavstu. Glavna dvorana je sestavljena iz dveh stožcev: eden je visok deset metrov, z nasprotnim podobnim stožcem, izkopanem v podzemno skalo, podnožje pa je napolnjeno z vodo. Na zgornjem stožcu je prikazanih 600 fotografij žrtev holokavsta in fragmenti pričevanj. Ti se odražajo v vodi na dnu spodnjega stožca, v spomin na tiste žrtve, katerih imena ostajajo neznana. Okoli platforme je krožno skladišče, v katerem hranijo približno 2,2 milijona strani pričevanj, zbranih do danes, s praznimi mesti za tiste, ki jih je treba še predložiti. 
Jad Vašem je od petdesetih let dvajsetega stoletja zbral približno 110.000 avdio in video posnetkov ter pisnih pričevanj preživelih iz holokavsta. ker se preživeli starajo, se je program razširil, da sedaj preživele obiskujejo na njihovih domovih, da posnamejo intervjuje. Ob dvorani je študijsko območje z računalniško zbirko podatkov, kjer lahko obiskovalci v spletu poiščejo imena žrtev holokavsta. 

## Arhivi
Arhiv je najstarejši oddelek Jad Vašema. Pred predstavitvijo razstave je Jad Vašem zbiral predmete. Najbolj znane so zgodovinske fotografije, pa tudi strani pričevanj, zbrane od preživelih. Strani pričevanj so zbirka osebnih podatkov o preživelih in tistih, ki so umrli v holokavstu. Jad Vašem je pridobil tudi dostop do baze podatkov mednarodne službe za iskanje Bad Arolsen Mednarodnega odbora Rdečega križa, ti dve zbirki podatkov pa se medsebojno dopolnjujeta v raziskovalne namene. 

### Primeri fotografij iz arhiva Jad Vašem
- Michael Redwitz (de), Arhiv fotografij Jad Vašem
- Fotografija, posneta med vstajo v Varšavskem getu, Arhiv fotografij Jad Vašem
- Fotografija, pridobljena iz vzhodnonemškega arhiva (ADN)

## Pravičniki med narodi
Ena od nalog Jad Vašema je počastiti ne-Jude, ki so tvegali svoje življenje, svobodo ali položaje, da bi rešili Jude med holokavstom. V ta namen je bila ustanovljena posebna neodvisna komisija na čelu z upokojenim vrhovnim sodnikom. Člani komisije, vključno z zgodovinarji, javnimi osebnostmi, odvetniki in preživelimi žrtvami holokavsta, preučijo in ocenijo vsak primer v skladu z natančno opredeljenimi merili in predpisi. Pravičniki med narodi prejmejo častno potrdilo in medaljo, njihova imena pa se vpišejo v vrtu pravičnikov med narodi, na Gori spomina. To je tekoči projekt, ki se bo nadaljeval, dokler obstajajo veljavne zahteve, podkrepljene s pričevanji ali dokumentacijo. V letu 2011 je bilo priznanih 555 oseb. Od leta 2019 je bilo več kot 26.973 posameznikov priznanih za pravičnike med narodi.
Politika Jad Vašema ni podeljevati priznanj (niti v možni novi kategoriji) Judom, ki so rešili Jude, ne glede na to, koliko ljudi je njihov aktivizem rešil. Naveden razlog je, da so Judje morali rešiti druge Jude, saj tako veleva Tora in si zato ne zaslužijo priznanja.

## Umetnostna galerija
Jad Vašem je največja zbirka umetnin, ki so jih izdelali Judje in druge žrtve nacistične okupacije v letih 1933–1945. Umetniški oddelek Jad Vašema nadzira zbirko 10.000 kosov in na leto doda 300 kosov, večino katerih podarijo družine preživelih ali odkrijejo na podstrešjih. V zbirki so dela Aleksandra Bogena, Alice Lok Cahana, Samuela Baka in Felixa Nussbauma. 

## Pomembnejši obiskovalci

### Kraljevski obiski
- Princ Filip, vojvoda Edinburški (1994) [39]
- Kraljica Beatrika Nizozemska (1995)
- Friderik, danski prestolonaslednik (2013)[40]
- Princ William, vojvoda Cambriški (2018)[41]

### Politiki

#### Predsedniki
- François Tombalbaye (1965)[42]
- Luis Echeverría (1975)[43]
- Anvar Sadat (1977)[44]
- Richard von Weizsäcker (1985)[45]
- Bill Clinton (1994)[46]
- Emil Constantinescu (2000)[47]
- Stjepan Mesić (2001)[48]
- Horst Köhler (2005)[49]
- Boris Tadić (2005)[50]
- Vladimir Putin (2005)[51]
- Lech Kaczyński (2006)[52]
- George W. Bush (2008)[53]
- Nicolas Sarkozy (2008)[54]
- Christian Wulff (2010)[55]
- Ivo Josipović (2012)[56]
- Joachim Gauck (2012)[57]
- Barack Obama (2013)[58]
- Tomislav Nikolić (2013)[59]
- Nikos Anastasiades (2013)[60]
- Juan Manuel Santos Calderón (2013)[61]
- Miloš Zeman (2013)[62]
- Goodluck Jonathan (2013)[63]
- Bronisław Komorowski (2013)[64]
- Otto Pérez Molina (2013)[65]
- Mahinda Rajapaksa (2014)[66]
- Traian Băsescu (2014)[67]
- Ollanta Humala (2014)[68]
- Pranab Mukerdži (2015)[69]
- Kolinda Grabar-Kitarović (2015, 2019)[70][71]
- Andrzej Duda (2017)[72]
- Frank-Walter Steinmeier (2017)[73]
- Donald Trump (2017)
- Rumen Radev (2018)[74]
- Rodrigo Duterte (2018)[75][76]

#### Premierji (predsedniki vlade)
- Bob Hawke[77]
- Tage Erlander[78]
- Dawda Jawara (1966)[79]
- Margaret Thatcher (1986)[80]
- John Major (1990–97)[81]
- Konstantin Micotakis (1992)[82]
- Sergej Tereščenko (1992)[83]
- Adolfas Šleževičius (1993)[84]
- Jean Chrétien (2000)[85]
- Ivo Sanader (2005)[86]
- Recep Tayyip Erdoğan (2005)[87]
- Angela Merkel (2006)[88]
- Bidzina Ivanišvili (2013)[89]
- Enrico Letta (2013)[90]
- Antonis Samaras (2013)[91]
- Mark Rutte (2013)[92]
- Stephen Harper (2014)[93]
- Bohuslav Sobotka (2014)[94]
- Aleksandar Vučić (2014)[95]
- Aleksis Cipras (2015)[96]
- Edi Rama (2015)[97]
- Šinzo Abe (2015)[98]
- Andrej Plenković (2017)[99]
- Narendra Modi (2017)[100]
- Malcolm Turnbull (2017)[101]

### Verske osebnosti
- Tenzin Gyatso, 14. Dalajlama (1994)[102]
- Papež Janez Pavel II. (2000)[103]
- Papež Benedikt XVI. (2009)[104]
- Justin Welby, canterburški nadškof (2013)[105]
- Papež Frančišek (2014)

### Drugi
- Marlene Dietrich, nemško-ameriška igralka[106]
- Branko Lustig, hrvaški dvakratni oskarjevec[107]